# ウィリングドン侯爵
ウィリングドン侯爵（Marquess of Willingdon）は、かつて存在した連合王国貴族の侯爵位。インド総督を務めた初代ウィリングドン伯爵フリーマン・フリーマン＝トーマスが1936年に叙されたのに始まるが、2代侯イニゴ・フリーマン＝トーマスが1979年に嗣子なく死去したのをもって廃絶した。

## 歴史
フリーマン・フリーマン＝トーマス(1866–1941)は、自由党の庶民院議員を経て1910年7月20日に連合王国貴族爵位サセックス州におけるラットンのウィリングドン男爵(Baron Willingdon, of Ratton in the County of Sussex)に叙されて貴族院議員に転じた。その後、英領インドでボンベイ総督(在職1913年-1918年)やマドラス総督(在職1919年-1924年)を務め、1924年6月23日には連合王国貴族サセックス州におけるラットンのウィリングドン子爵(Viscount Willingdon, of Ratton in the County of Sussex)に叙された。1926年から1931年にかけてカナダ総督を務め、1931年2月20日には連合王国貴族ウィリングドン伯爵(Earl of Willingdon)とサセックス州におけるウィリングドンのラテンドーン子爵(Viscount Ratendone, of Willingdon in the County of Sussex)に叙せられた。さらに1931年から1936年にかけてインド総督に就任し、力による支配を徹底。ロンドンでの第二次円卓会議決裂後にはじまった第二次不服従運動を徹底的に弾圧し、ピーク時には3万4000人を投獄した。その功績により、総督退任直後の1936年5月26日にウィリングドン侯爵(Marquess of Willingdon)に叙せられた。
初代侯には息子が二人あったが、長男ジェラルド・フリーマン＝トーマス(1893-1914)は第一次世界大戦で戦死していたため、初代侯の死後、次男イニゴ・フリーマン＝トーマス(1899–1979)が爵位を継承した。しかしイニゴには子供ができなかったため、彼の死去と共に爵位は廃絶した。

## ウィリングドン侯爵 (1936年)
- 初代ウィリングドン侯爵フリーマン・フリーマン＝トーマス (Freeman Freeman-Thomas, 1866–1941)
- 2代ウィリングドン侯爵イニゴ・ブラッシー・フリーマン＝トーマス（英語版） (Inigo Brassey Freeman-Thomas, 1899–1979)
  - 彼の死とともに廃絶